# A Division 1984-1985 (Irlanda)
La stagione 1984-1985 è stata la sessantaquattresima edizione della League of Ireland, massimo livello del campionato di calcio irlandese.

## Format
L'edizione 1984-85 della League of Ireland (vinta per il secondo anno consecutivo dallo Shamrock Rovers) vide un cambiamento nel regolamento dato che presentò dopo due anni sedici squadre partecipanti ai nastri di partenza (in seguito all'ammissione alla lega del Cork City e del Longford Town).
Questo tipo di format fu vigente solo per questa stagione dal momento che, per la stagione successiva, il numero delle squadre partecipanti venne ridotto a dodici.
In conseguenza di ciò retrocessero (per la prima volta nella storia della League of Ireland) quattro squadre al termine della stagione, tra cui lo Sligo Rovers, tradito dalla peggior differenza reti nei confronti dello Shelbourne.
Il sistema dei punti fu il seguente: 2 per la vittoria, 1 per il pareggio, 0 per la sconfitta.

## Squadre partecipanti

### Profili
| Club partecipanti | Club partecipanti | Città      | Stadio                 | Stagione 1983-1984                          |
| ----------------- | ----------------- | ---------- | ---------------------- | ------------------------------------------- |
| Athlone Town      | dettagli          | Athlone    | St Mel's Park          | 3° in League of Ireland                     |
| Bohemians         | dettagli          | Dublino    | Dalymount Park         | 2° in League of Ireland                     |
| Cork City         | dettagli          | Cork       | Turners Cross          | Non iscritto alla League of Ireland         |
| Drogheda Utd      | dettagli          | Drogheda   | United Park            | 11° in League of Ireland                    |
| Dundalk           | dettagli          | Dundalk    | Oriel Park             | 8° in League of Ireland                     |
| Finn Harps        | dettagli          | Ballybofey | Finn Park              | 9° in League of Ireland                     |
| Galway Utd        | dettagli          | Galway     | Terryland Park         | 12° in League of Ireland                    |
| Home Farm         | dettagli          | Dublino    | Tolka Park             | 13° in League of Ireland                    |
| Limerick City     | dettagli          | Limerick   | Jackman Park           | 4° in League of Ireland (come Limerick Utd) |
| Longford Town     | dettagli          | Longford   | Flancare Park          | Non iscritto alla League of Ireland         |
| St Patrick's      | dettagli          | Dublino    | Richmond Park          | 10° in League of Ireland                    |
| Shamrock Rovers   | dettagli          | Dublino    | Glenmalure Park        | Campione d'Irlanda                          |
| Shelbourne        | dettagli          | Shelbourne | Harold's Cross Stadium | 5° in League of Ireland                     |
| Sligo Rovers      | dettagli          | Sligo      | Showgrounds            | 14° in League of Ireland                    |
| UCD               | dettagli          | Dublino    | Belfield Park          | 6° in League of Ireland                     |
| Waterford United  | dettagli          | Waterford  | Kilcohan Park          | 8° in League of Ireland                     |

## Classifica finale
|  | Pos. | Squadra          | Pt | G  | V  | N  | P  | GF | GS | DR  |
|  | ---- | ---------------- | -- | -- | -- | -- | -- | -- | -- | --- |
|  | 1.   | Shamrock Rovers  | 49 | 30 | 22 | 5  | 3  | 63 | 21 | +42 |
|  | 2.   | Bohemians        | 43 | 30 | 19 | 5  | 6  | 57 | 29 | +28 |
|  | 3.   | Athlone Town     | 40 | 30 | 17 | 6  | 7  | 54 | 28 | +26 |
|  | 4.   | UCD              | 38 | 30 | 12 | 14 | 4  | 41 | 26 | +15 |
|  | 5.   | Limerick City    | 37 | 30 | 16 | 5  | 9  | 61 | 40 | +21 |
|  | 6.   | Galway Utd       | 29 | 30 | 9  | 11 | 10 | 49 | 43 | +6  |
|  | 7.   | Waterford United | 29 | 30 | 11 | 7  | 12 | 44 | 41 | +3  |
|  | 8.   | Dundalk          | 28 | 30 | 9  | 10 | 11 | 34 | 39 | -5  |
|  | 9.   | Cork City        | 28 | 30 | 10 | 8  | 12 | 30 | 39 | -9  |
|  | 10.  | Home Farm        | 27 | 30 | 11 | 5  | 14 | 43 | 47 | -4  |
|  | 11.  | St Patrick's     | 27 | 30 | 10 | 7  | 13 | 36 | 45 | -9  |
|  | 12.  | Shelbourne       | 26 | 30 | 8  | 9  | 13 | 39 | 46 | -7  |
|  | 13.  | Sligo Rovers     | 26 | 30 | 7  | 12 | 11 | 34 | 47 | -13 |
|  | 14.  | Drogheda Utd     | 24 | 30 | 7  | 10 | 13 | 43 | 60 | -17 |
|  | 15.  | Finn Harps       | 19 | 30 | 6  | 7  | 17 | 38 | 71 | -33 |
|  | 16.  | Longford Town    | 10 | 30 | 3  | 4  | 23 | 27 | 71 | -44 |

Legenda:

         Campione d'Irlanda e qualificata in Coppa dei Campioni 1985-1986
         Qualificata in Coppa delle Coppe 1985-1986 come seconda classificata della FAI Cup
         Qualificate in Coppa UEFA 1985-1986
         Retrocesse in First Division 1985-1986
Note:
Due punti a vittoria, uno a pareggio, zero a sconfitta.

## Statistiche

### Primati stagionali
| Record - Maggior numero di vittorie: Shamrock Rovers (19) - Minor numero di sconfitte: Shamrock Rovers e Bohemians (3) - Miglior attacco: Shamrock Rovers (64) - Miglior difesa: Shamrock Rovers (15) - Miglior differenza reti: Shamrock Rovers (+49) - Maggior numero di pareggi: UCD (14) - Minor numero di vittorie: Longford Town (3) - Maggior numero di sconfitte: Longford Town (23) - Peggiore attacco: Longford Town (27) - Peggior difesa: Longford Town e Finn Harps (71) - Peggior differenza reti: Longford Town (-44) |